# (9111) Matarazzo
(9111) Matarazzo est un astéroïde de la ceinture principale.

## Description
(9111) Matarazzo est un astéroïde de la ceinture principale. Il fut découvert le 28 janvier 1997 à Sormano par Piero Sicoli et Francesco Manca. Il présente une orbite caractérisée par un demi-grand axe de 2,29 UA, une excentricité de 0,14 et une inclinaison de 10,1° par rapport à l'écliptique.

## Compléments